# Nurettin Zafer
Nurettin Zafer (ur. 1920 w Düzce, zm. 25 czerwca 1991 tamże) – turecki zapaśnik walczący w stylu wolnym. 
Mistrz świata w 1951. Brązowy medalista mistrzostw Europy w 1949 roku.
Pracował jako trener. Jego brat Haydar Zafer również był zapaśnikiem.